# Cantonul Canet-en-Roussillon
Cantonul Canet-en-Roussillon este un canton din arondismentul Perpignan, departamentul Pyrénées-Orientales, regiunea Languedoc-Roussillon, Franța.

## Comune
- Canet-en-Roussillon (reședință)
- Sainte-Marie
- Saint-Nazaire
- Villelongue-de-la-Salanque